# Velké náměstí (Prachatice)
Velké náměstí je název pro náměstí v Prachaticích. Nachází se v centru města, v městské části Prachatice 1 v Městské památková rezervaci Prachatice.

## Historie
Velké náměstí vznikalo postupně jako centrum Prachatic. Stavebníky a majiteli domů byli především nejbohatší členové prachatických patricijských rodin. Do 16. století náležela většina domů prachatickým obchodníkům se solí. Poptávka po domech na náměstí vedla v 16. století k vestavbě nové řady domů na východní straně původního náměstí. Tím se plocha náměstí výrazně zmenšila a původní domy na východní straně rynku vytvořily západní řadu domů v Křišťanově ulici.

## Popis
Má přibližně obdélníkový tvar, chodci mohou chodit po chodnících kolem dokola. Kolem dokola je i objízdné auty, uprostřed se nachází parkoviště. Příjezd na náměstí je z ulice Solní na jihu, odjezd přes Kostelní náměstí na severu. Přes náměstí vede zelená a žlutá turistická značka. Uprostřed náměstí, které je vydlážděno kostkami, je renesanční kašna.

## Domy na Velkém náměstí
Obvod Velkého náměstí vytváří nejvýznamnější veřejné budovy a původní měšťanské domy, tvořící památkovou podstatu prachatické památkové rezervace.

### Západní strana náměstí
- Stará radnice
- Nová radnice

### Východní strana náměstí
- Křišťanova čp. 36 (Prachatice)
- Velké náměstí čp. 37 (Prachatice)
- Velké náměstí čp. 38 (Prachatice)
- Velké náměstí čp. 39 (Prachatice)
- Velké náměstí čp. 40 (Prachatice)

- Rumpálův dům čp. 41[5]
- Velké náměstí čp. 42 (Prachatice)
- Velké náměstí čp. 43 (Prachatice): Muzeum české loutky a cirkusu
- Velké náměstí čp. 44 (Prachatice)

### Severní strana náměstí
- Sitrův dům č. p. 13
- Knížecí dům (Prachatice)
- Národní dům (Prachatice)

### Jižní strana náměstí
- Bozkovského dům

## Domy na Velkém náměstí v Prachaticích

### Severní strana

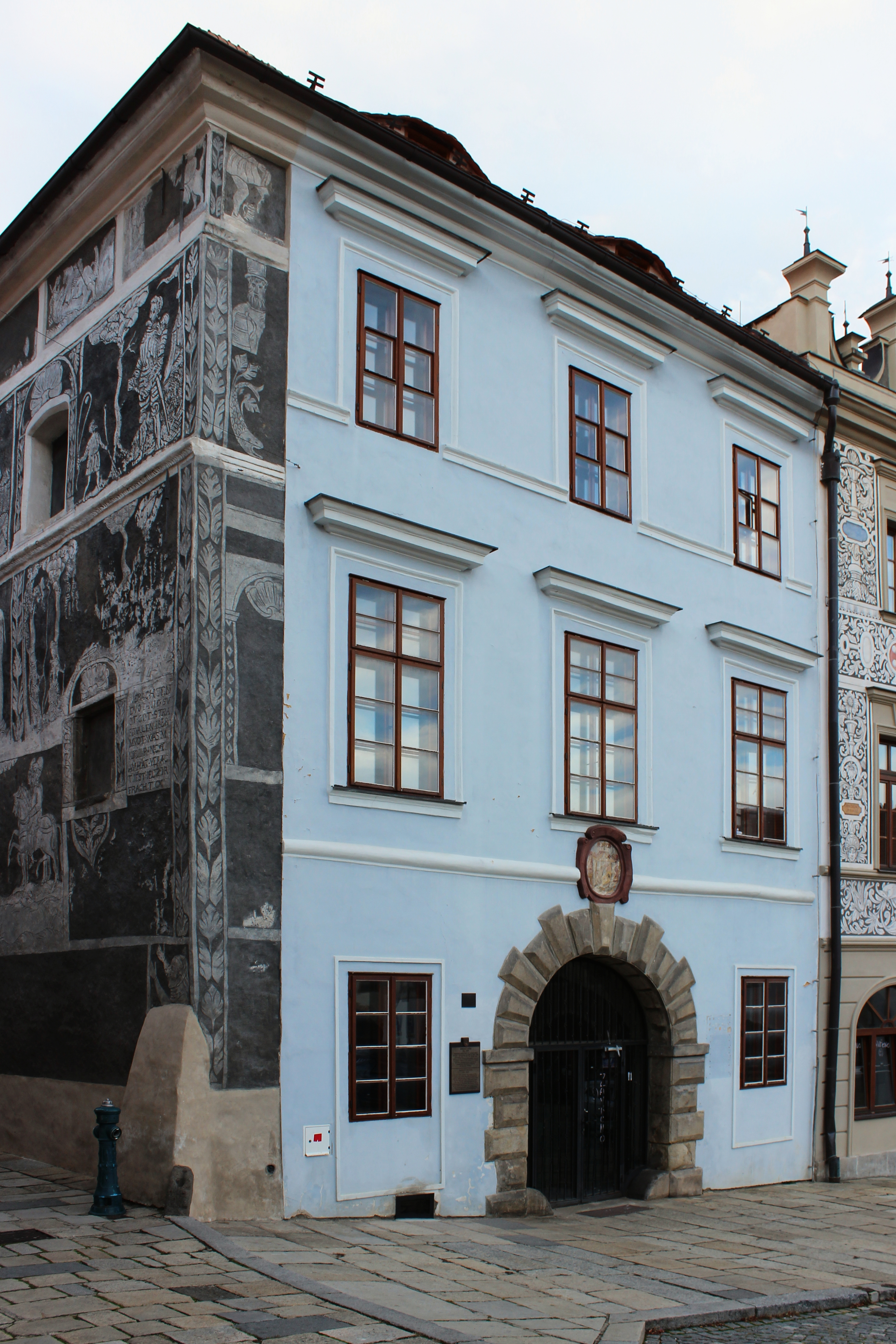
Knížecí dům
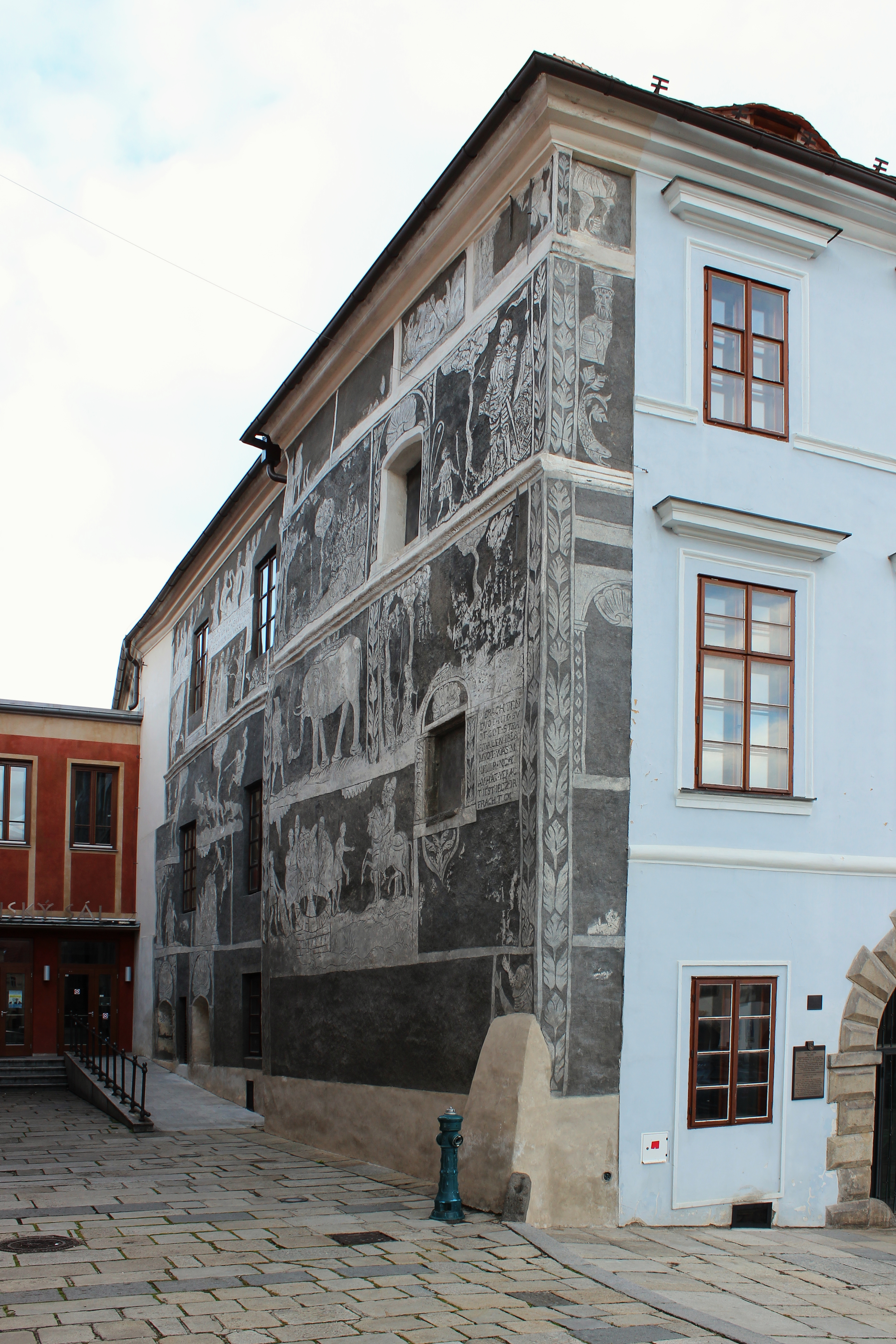
Knížecí dům
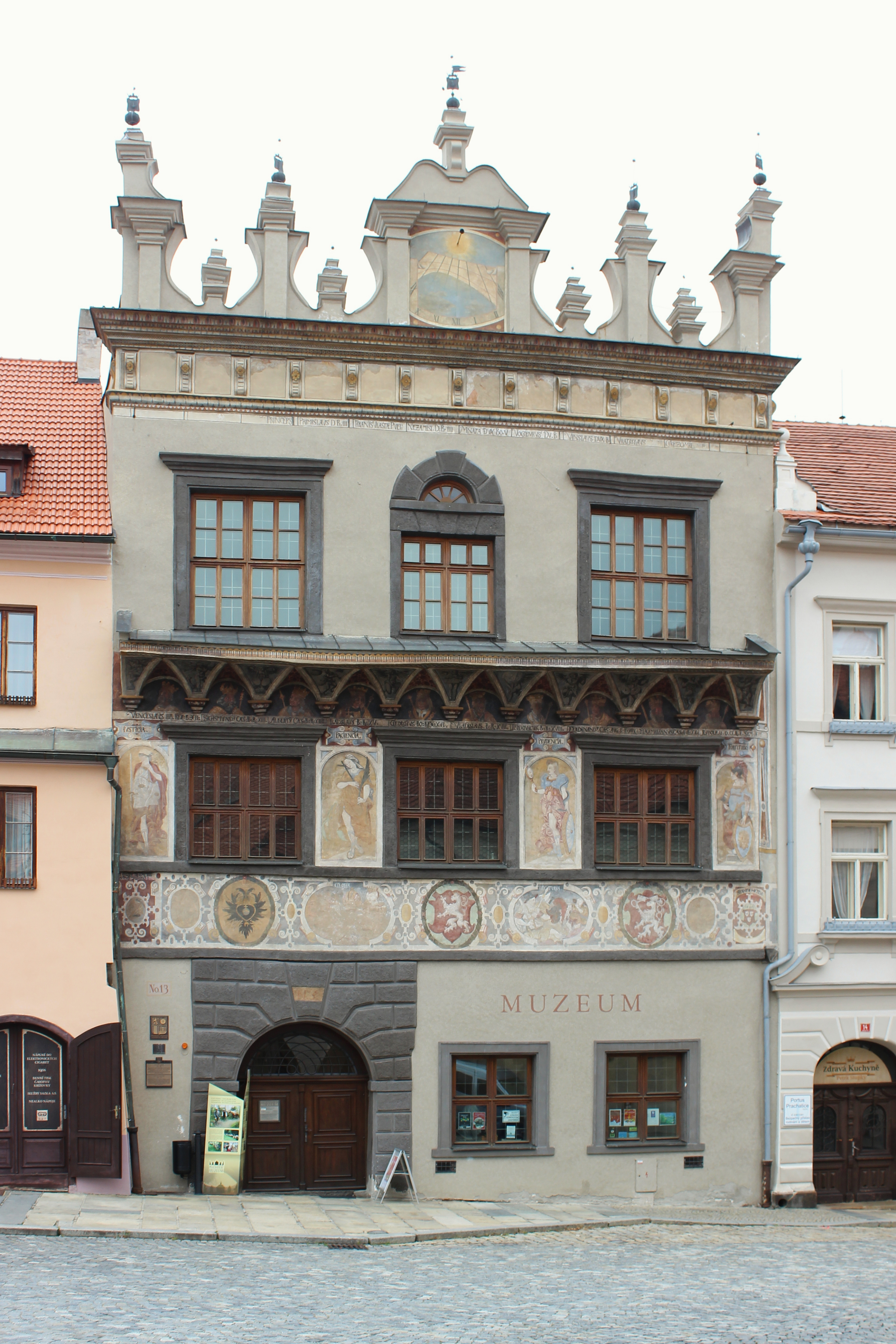
Sitrův dům - Prachatické muzeum

### Východní strana

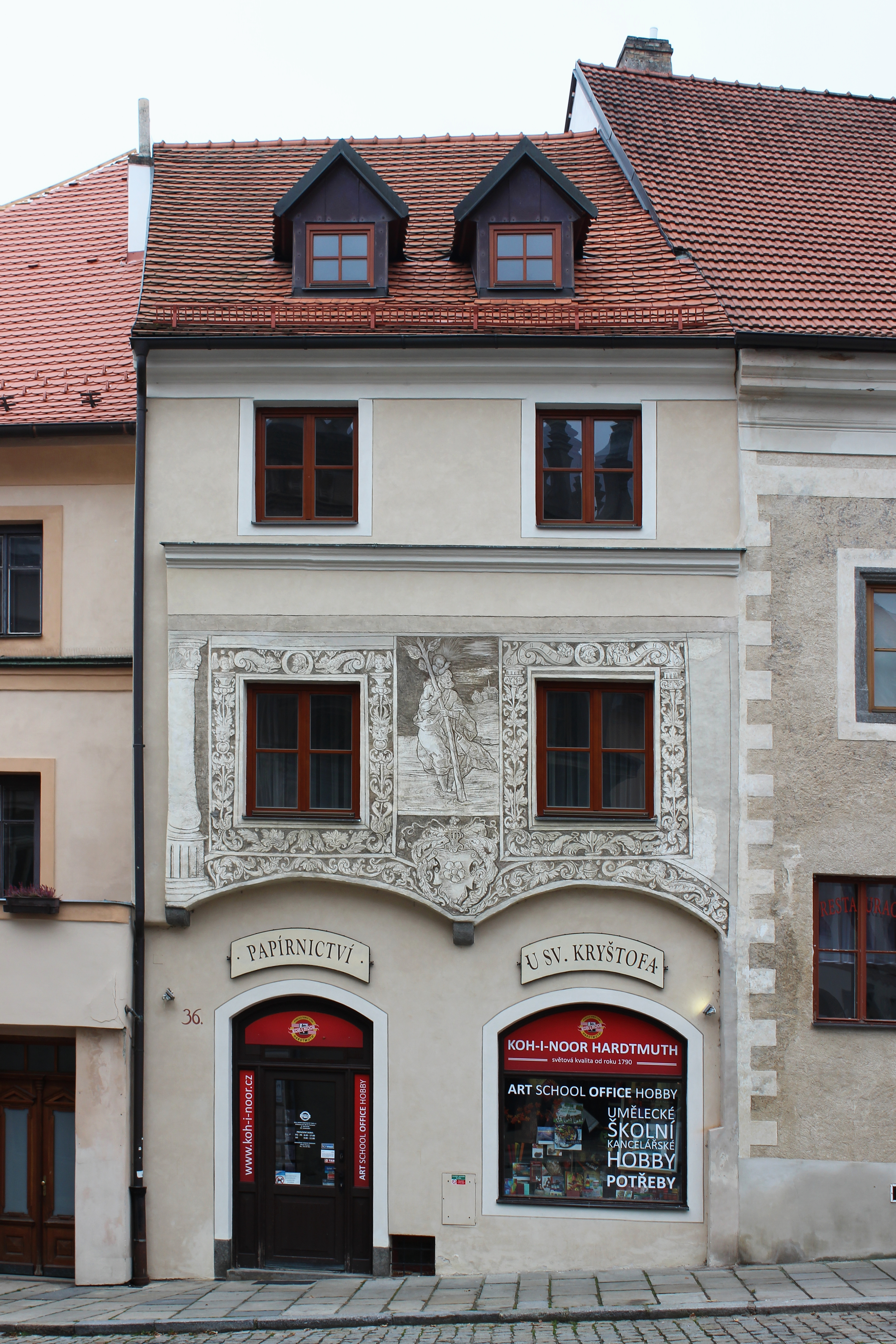
Prachatice Křišťanova 36
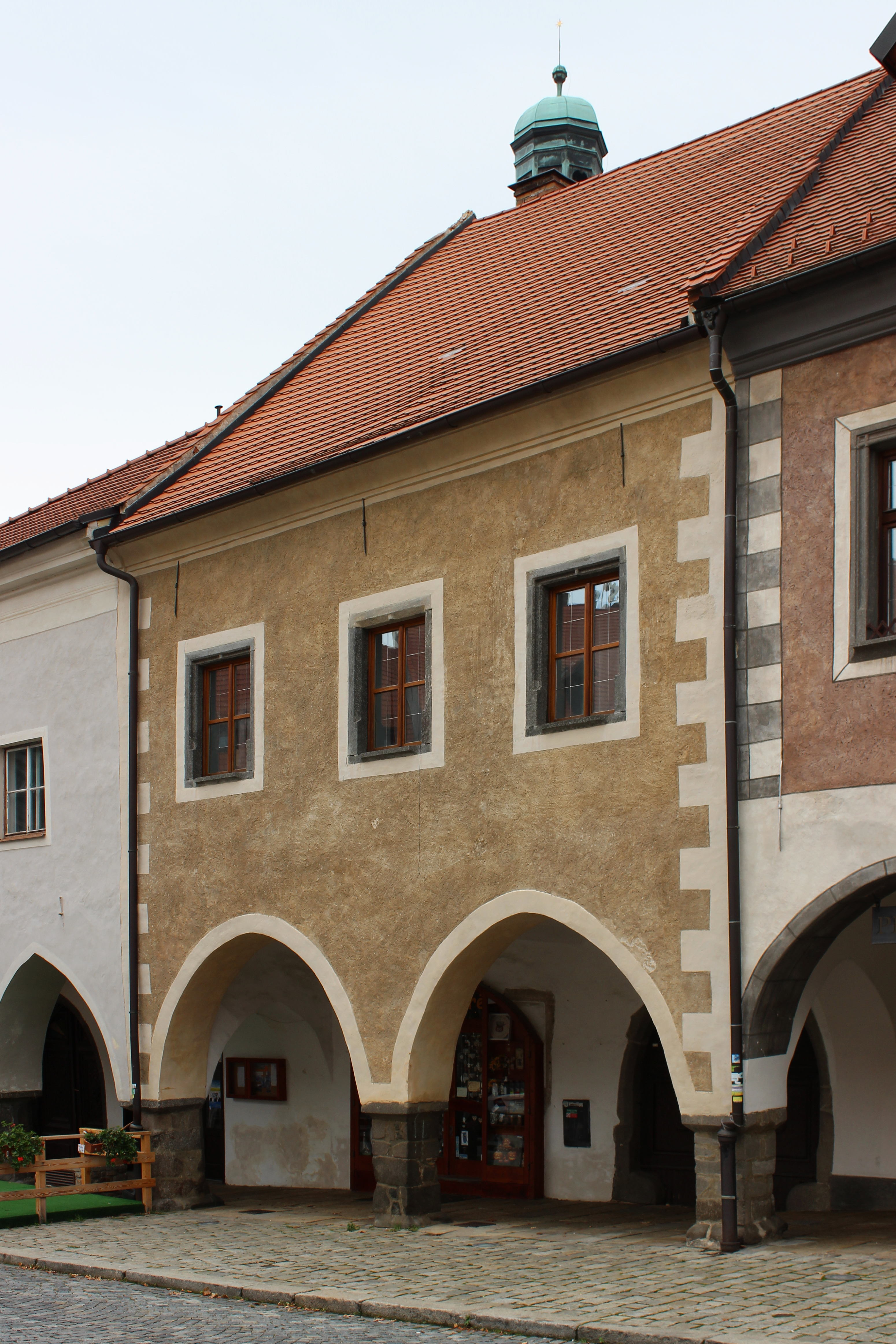
Velké náměstí 38
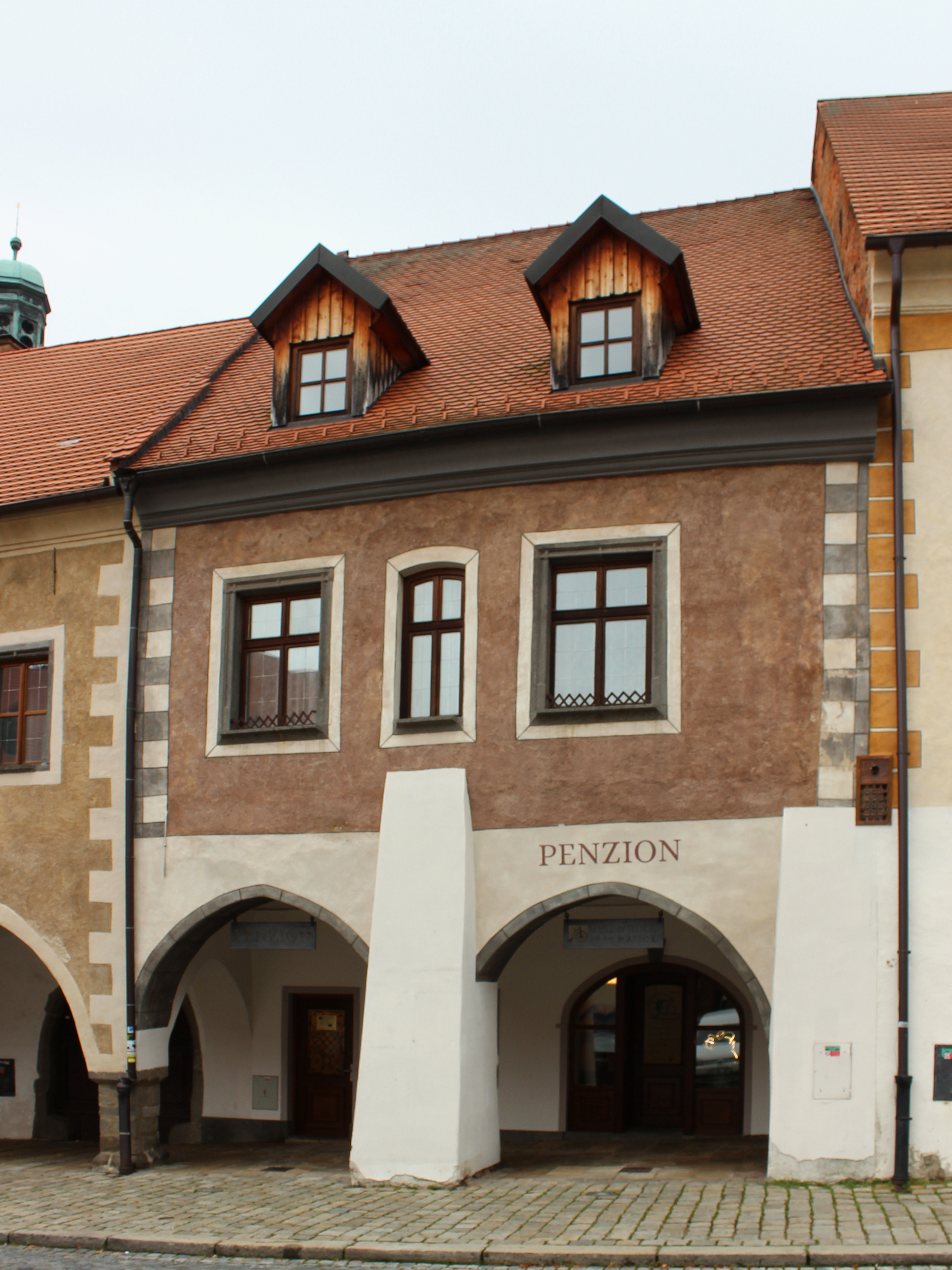
Velké náměstí 39
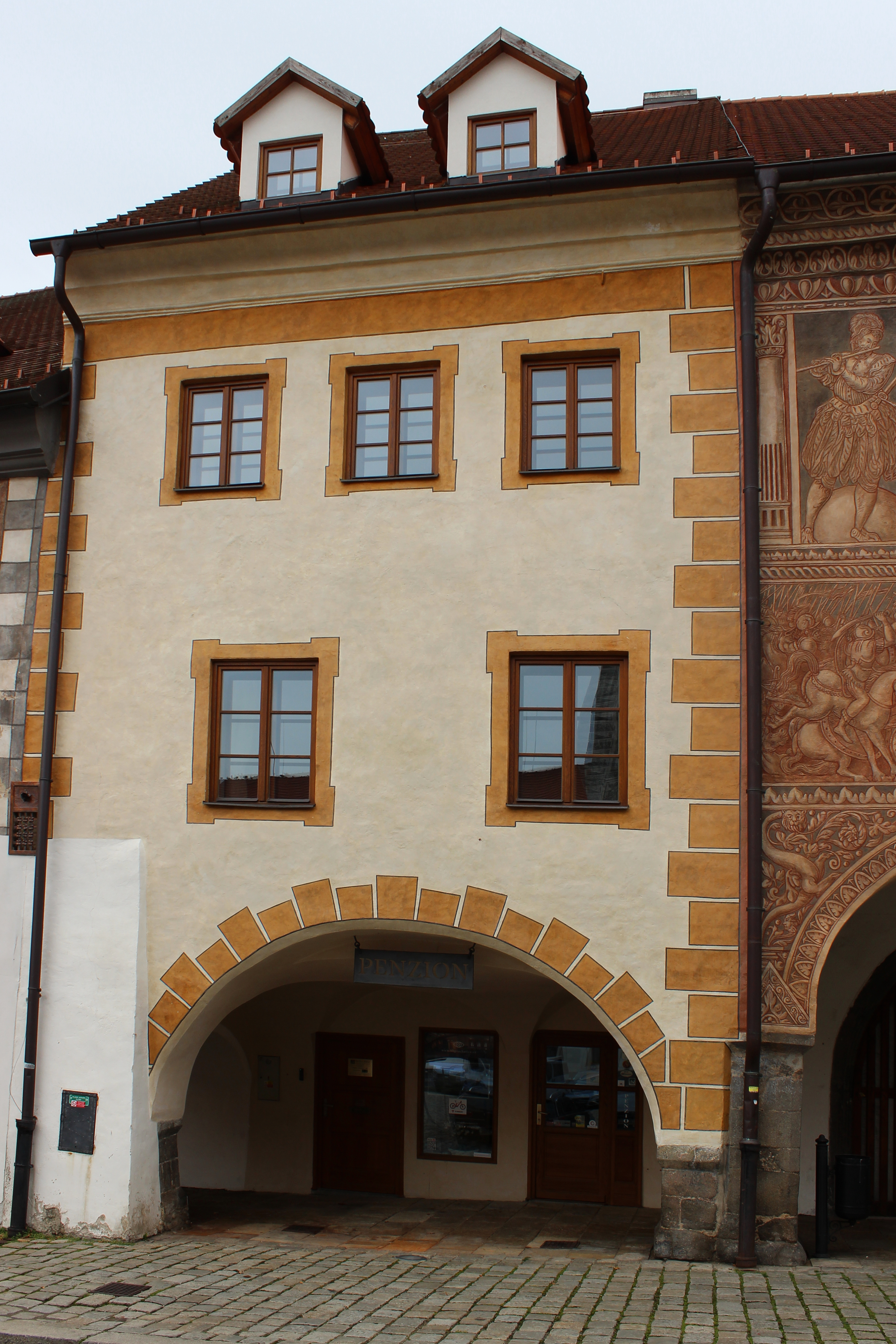
Velké náměstí 40
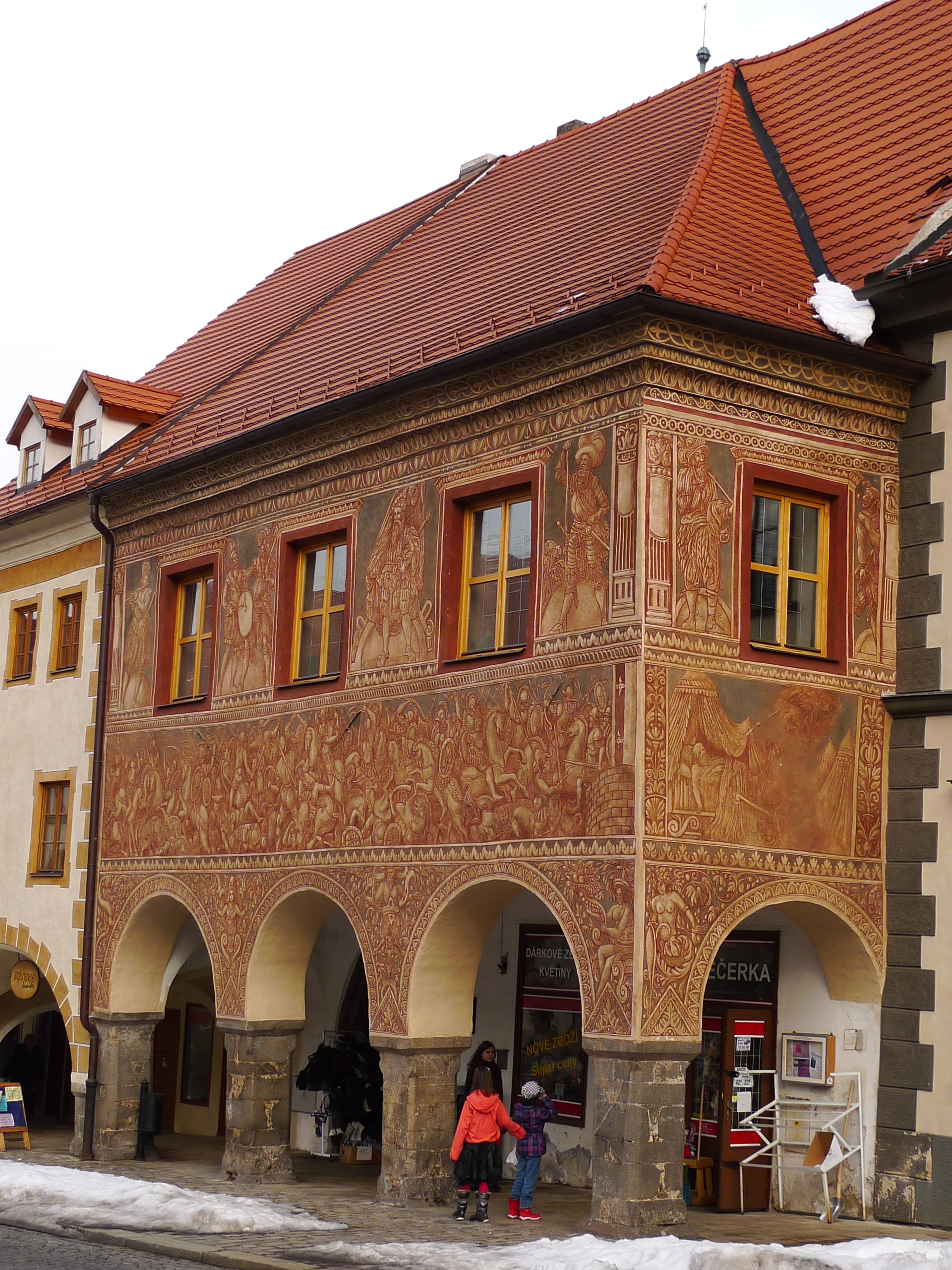
Rumpálův dům, Velké náměstí čp.41
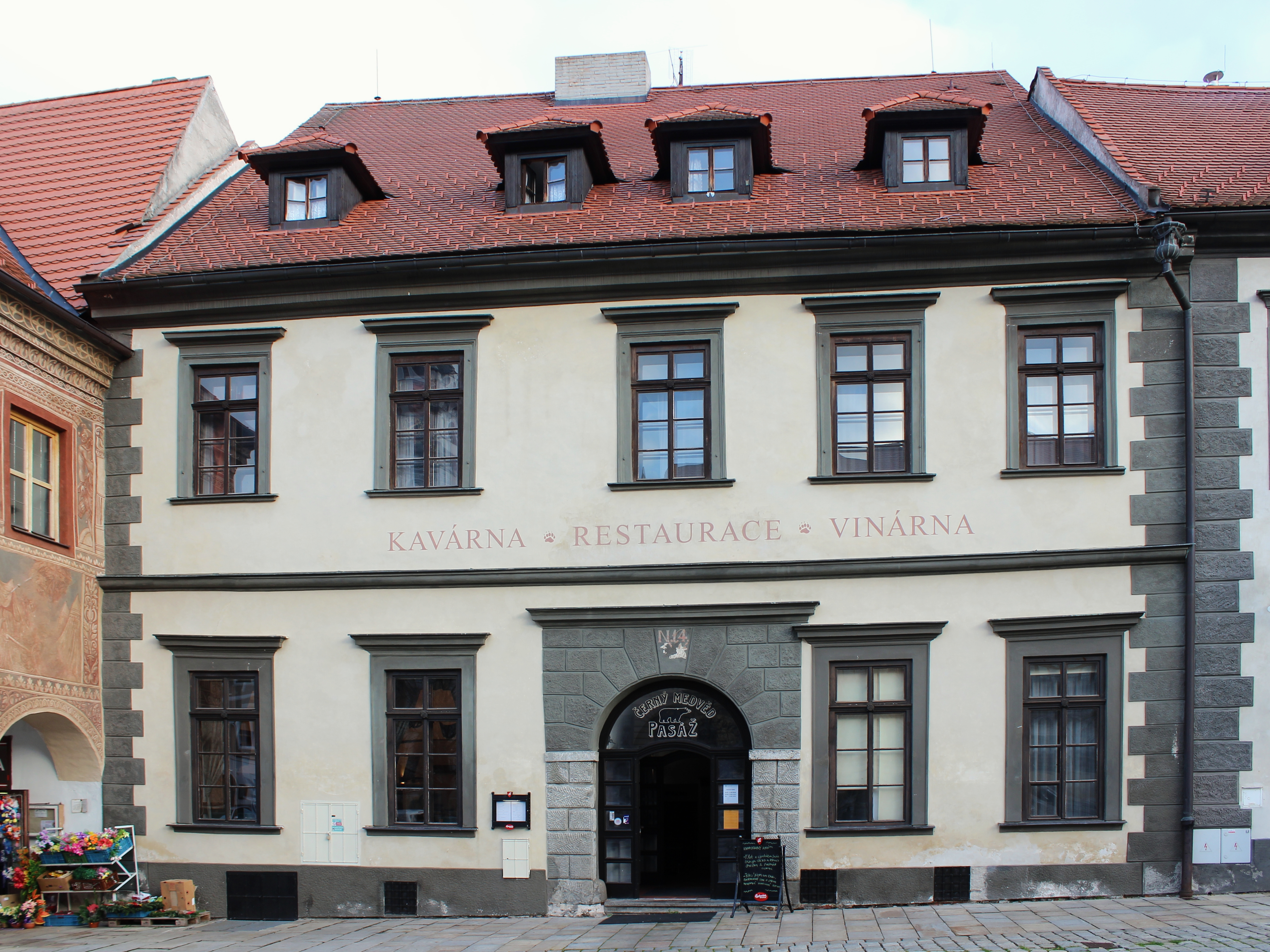
Černý medvěd
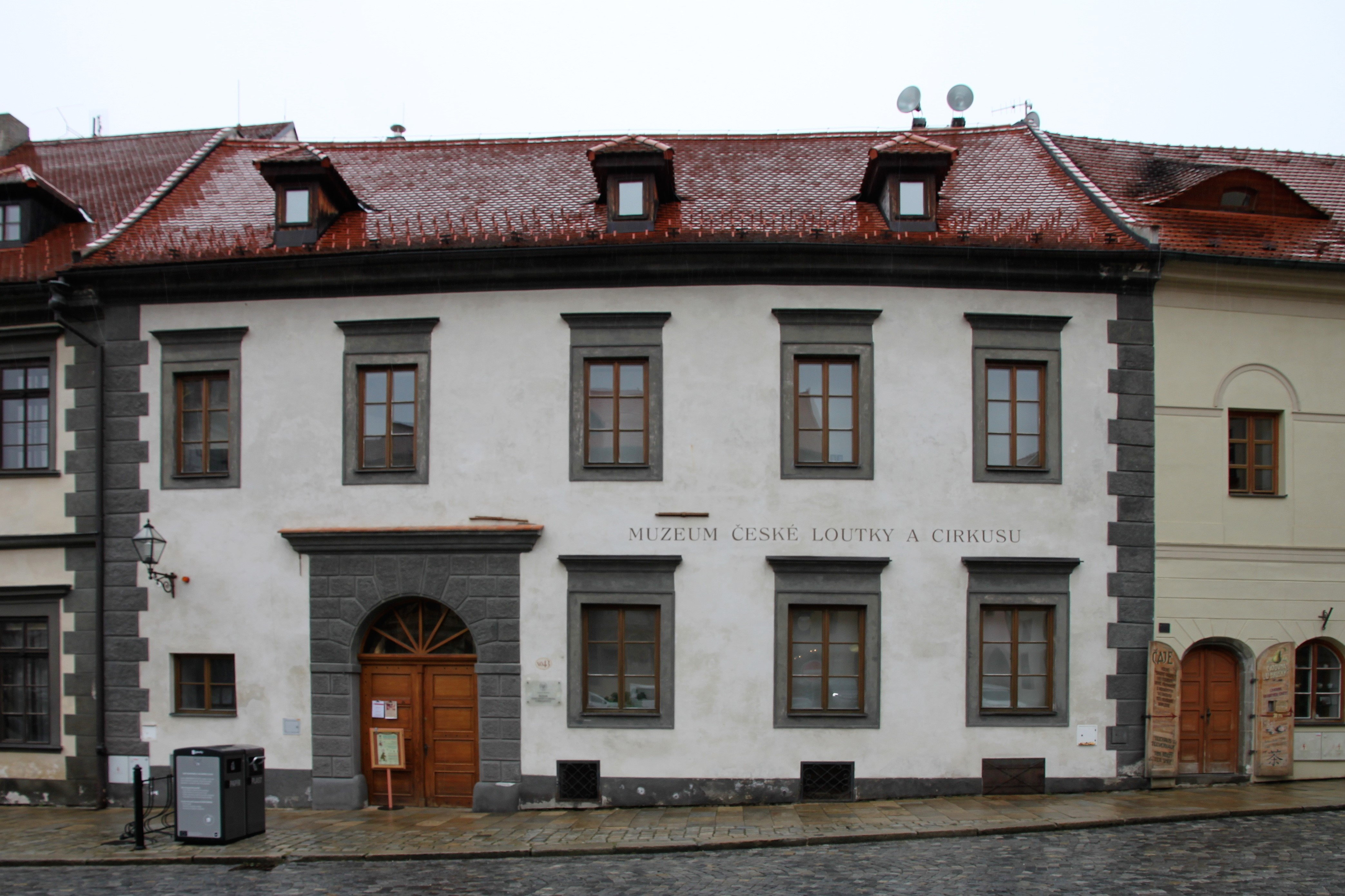
Muzeum české loutky a cirkusu Prachatice
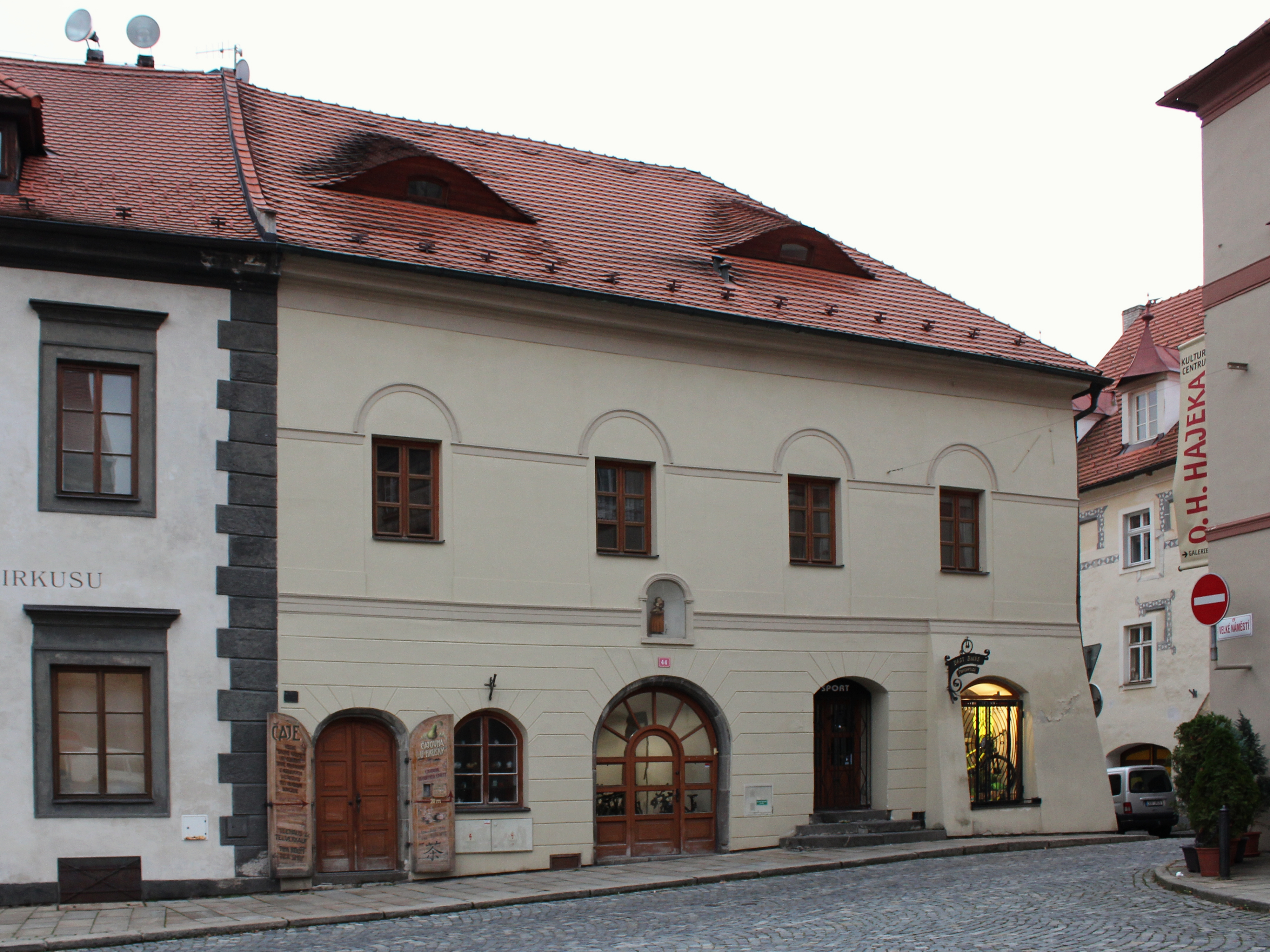
Velké náměstí 44

### Severní strana

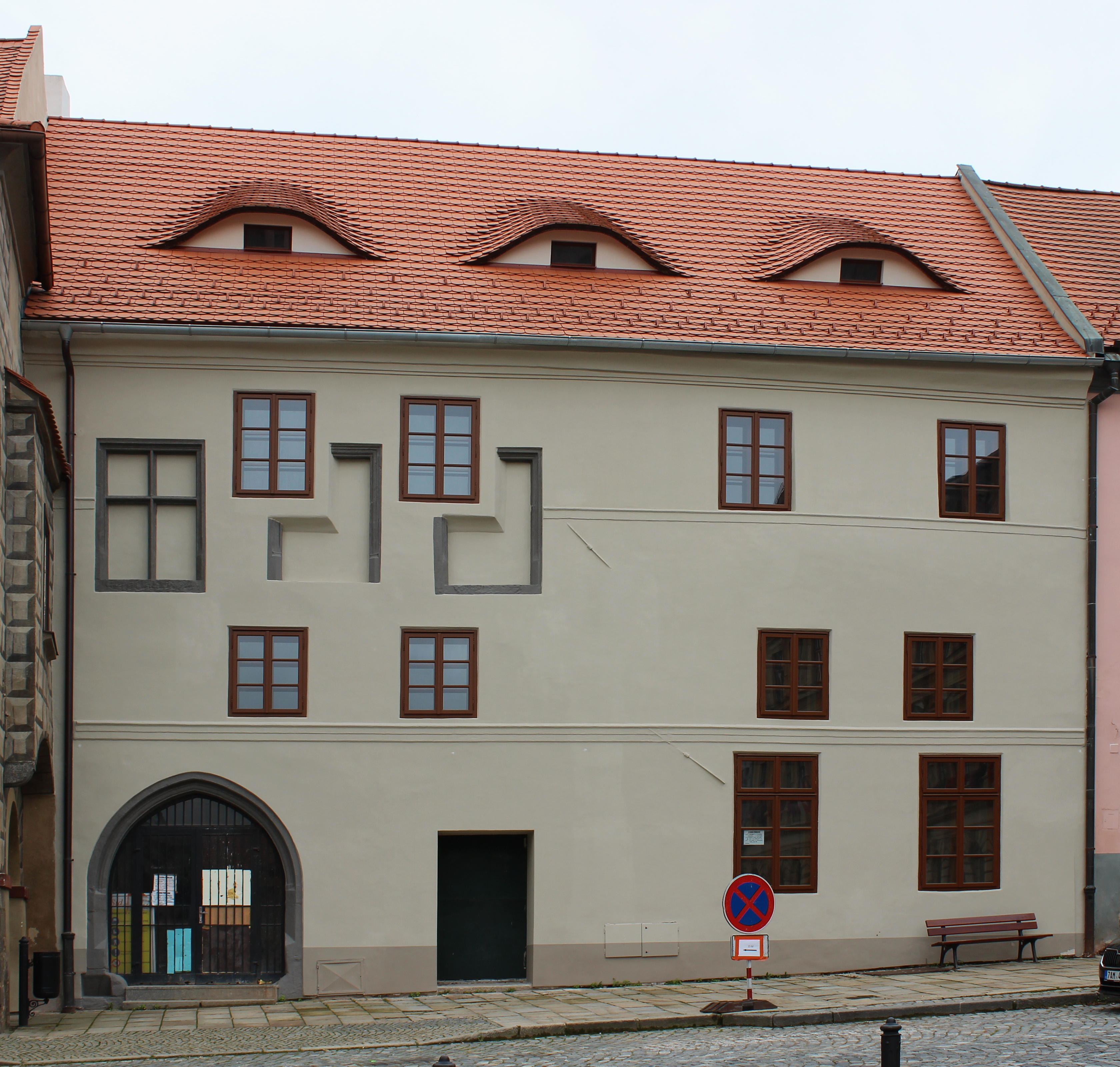
Velké náměstí 46

### Západní strana

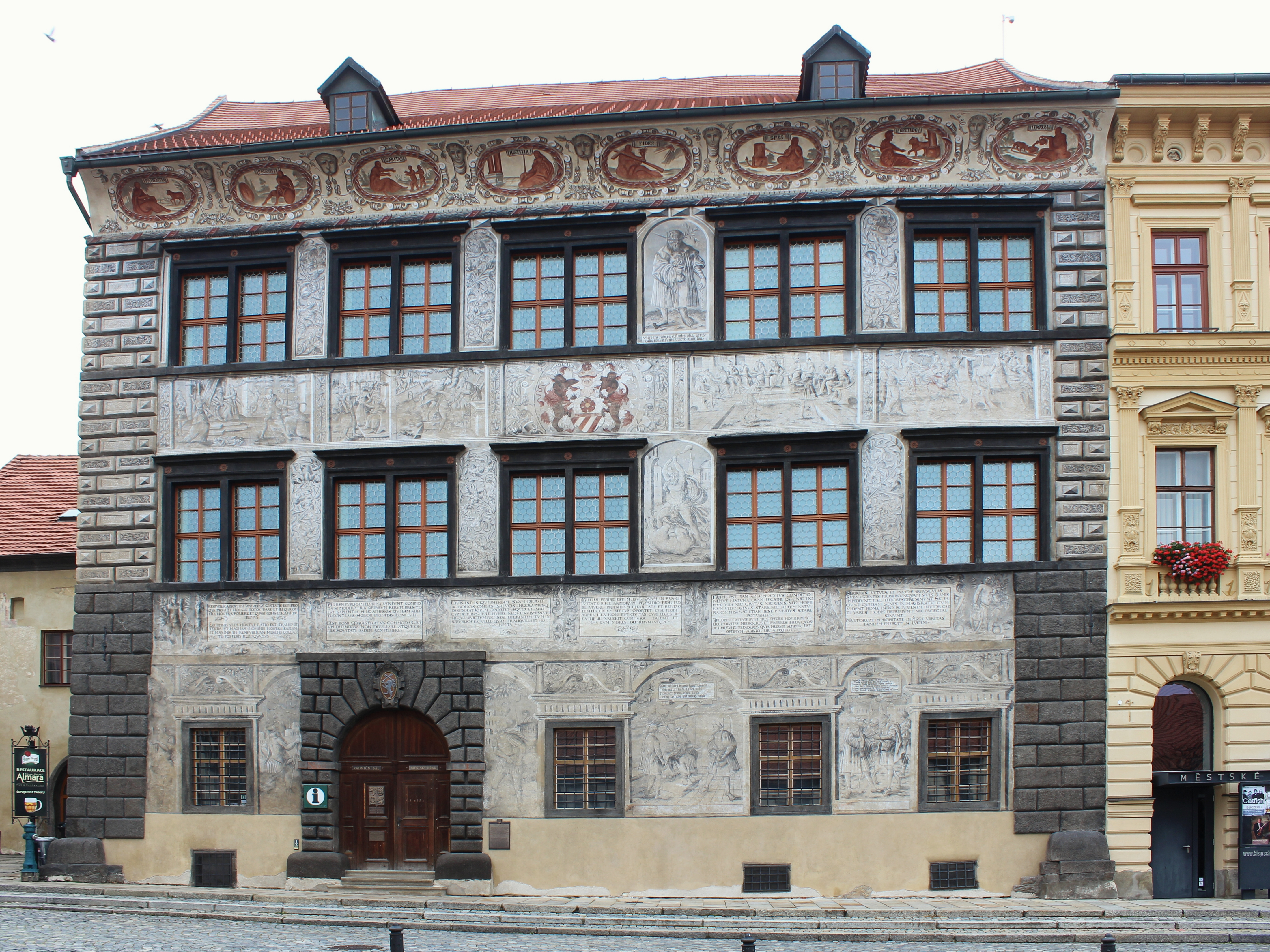
Stará radnice Prachatice